# Канада и Европейский союз
Канада и Европейский союз — двусторонние дипломатические отношения между Канадой и Европейским союзом (ЕС).
Современные отношения между Канадой и Европейским союзом (ЕС) и его предшественниками восходят к 1950-м годам. Хотя отношения в основном экономические, налажено также и политическое сотрудничество. Большинство канадцев являются носителями английского и французского языков. Кроме того, некоторые местные провинциальные и федеральные правительственные учреждения Канады практикуют официальное двуязычие.
Канада считается одним из глобальных стратегических партнёров Европейского союза.
Две заморские территории членов ЕС (Гренландия и Сен-Пьер и Микелон) примыкают к канадским территориальным водам, а также имеют сухопутную границу с Королевством Дания (через Гренландию) на острове Ханса.

## История

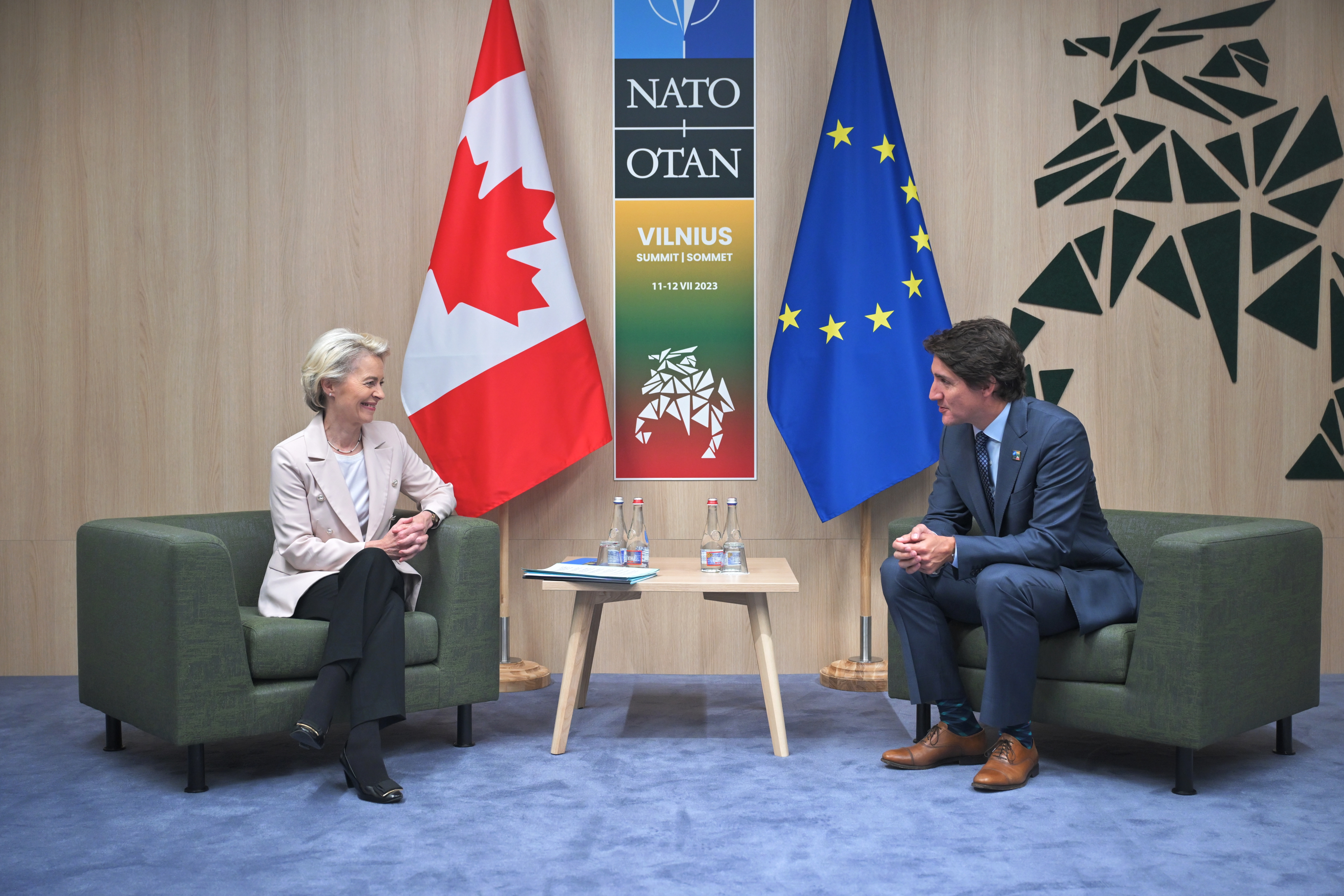
Премьер-министр Канады Джастин Трюдо с председателем Европейской комиссии Урсулой фон дер Ляйен в Вильнюсе, 12 июля 2023 года

Отношения Канады с Европой являются результатом исторических связей, порожденных колониализмом и массовой европейской иммиграцией в Канаду. В Средние века Канада была впервые колонизирована викингами на берегах Баффиновой Земли, а также Ньюфаундленда и Лабрадора. Однако столетия спустя, в Новое время, она будет в основном колонизирована Францией, а после 1763 года официально присоединена к Британской империи по итогам Семилетней войны. Кроме того, также имелось колониальное влияние Испанской империи в Британской Колумбии, а также на юге Альберты и Саскачевана.
У Великобритании тесные отношения с Канадой из-за колониального прошлого, они являются частью Королевства Содружества и Содружества наций. Великобритания перестала быть государством-членом Европейского союза 31 января 2020 года. Исторически отношения Канады с Великобританией и Соединёнными Штатами Америки обычно имели приоритет над отношениями с континентальной Европой. Тем не менее, у Канады были налажены связи с европейскими странами через Антигитлеровскую коалицию во время Второй мировой войны, Организацию Объединённых Наций и НАТО до создания Европейского экономического сообщества.

## Соглашения
В 1976 году Европейское экономическое сообщество и Канада подписали Рамочное соглашение об экономическом сотрудничестве, первое официальное соглашение такого рода между ЕЭС и промышленно развитой третьей страной. Также в 1976 году в Оттаве открылась Делегация Европейской комиссии в Канаде.
В 1990 году европейские и канадские лидеры приняли Декларацию о трансатлантических отношениях, расширив сферу своих контактов и установив регулярные встречи на высшем уровне и уровне министров.
В 1996 году на саммите в Оттаве была принята новая Политическая декларация об отношениях ЕС-Канада, в которой был принят совместный План действий, определяющий дополнительные конкретные области сотрудничества.
30 октября 2016 года в Брюсселе было подписано «Соглашение о стратегическом партнерстве между Европейским союзом и его государствами-членами, с одной стороны, и Канадой, с другой стороны». Это соглашение направлено на углубление политического диалога и сотрудничества между ЕС и Канадой и на укрепление отношений в таких областях, как права человека, международный мир и безопасность, экономическое и устойчивое развитие, правосудие, свобода и безопасность. Соглашение вступило в силу 1 апреля 2017 года.

### Соглашение о свободной торговле между Канадой и ЕС
С июня 2007 года правительство Канады во главе с премьер-министром Стивеном Харпером оказывало давление на ЕС с целью заключения соглашения о свободной торговле с Канадой. Бывший премьер-министр Франции Эдуар Балладюр поддержал эту идею, в то время как бывший канадский торговый представитель Майкл Харт назвал её «глупой». Канадско-европейский круглый стол для бизнеса, основанный в 1999 году, выступал за подписание соглашения о свободной торговле, поддержанного более чем 100 канадскими и европейскими руководителями. Канадско-европейский круглый стол для бизнеса возглавляли бывший министр торговли Канады Рой Макларен и бывший редактор журнала The Economist Билл Эммотт.
В июне 2009 года комиссар ЕС по торговле Кэтрин Эштон и министр международной торговли Канады Стокуэлл Дей опубликовали совместное заявление о начале переговоров по подписанию Всеобъемлющего экономического и торгового соглашения (CETA). Министр Стокуэлл Дей заявил: «Эта первая встреча представляет собой солидный шаг к историческому экономическому соглашению между Канадой и Европой. Эти переговоры являются приоритетом для нашего правительства».
Канада и ЕС по-прежнему расходятся во мнениях по поводу запрета ЕС на импорт продукции из тюленей и визовых требований Канады для граждан ЕС из государств-членов ЕС Румынии и Болгарии.

### Энергетическое сотрудничество
В 2023 году Канада и Европейский союз провели саммит в Ньюфаундленде и Лабрадоре и создали основу для совместного развития возобновляемых источников энергии, известную как Зелёный альянс Канады и Европейского союза, с заявленными целями по разработке общих средств для стандартов и сотрудничества в области науки и технологий, а также защиты климата и окружающей среды в соответствии с их амбициями по достижению нулевых выбросов.

## Возможное членство Канады в ЕС
С 2005 года рассматривается возможность вступления Канады в Европейский союз (ЕС). Сторонники этой идеи утверждают, что, в отличие от остальных стран Америки, культурные и политические ценности канадцев и европейцев имеют много общего, и что членство Канады в ЕС укрепит обе стороны политически и экономически. Признавая, что Канада, расположенная в Северной Америке, и Европа находятся на расстоянии более 3000 км и разделены Атлантическим океаном, сторонники идеи отмечают, что в ЕС уже входит Республика Кипр, который географически находится в Западной Азии. Кроме того, Канада является ближайшей американской суверенной страной к европейскому континенту, особенно к Северной Европе. Идея могла бы стать гораздо более актуальной, если бы Гренландия снова присоединилась к Европейскому союзу. 
ЕС и Канада поддерживают очень тесное и дружеское стратегическое партнёрство. Делегация ЕС в Канаде в тесном сотрудничестве с миссиями стран ЕС круглый год продвигает европейскую культуру посредством ряда мероприятий публичной дипломатии. Эти мероприятия были эффективными в повышении знаний и понимания ЕС и его отношений с Канадой. В 2019 году Канаде было предложено присоединиться к научно-исследовательской инициативе ЕС Horizon Europe. Кроме того, Канада является членом Совета Европейского космического агентства.
В случае вступления в ЕС канадские провинции Квебек, Онтарио и Нью-Брансуик помогли бы укрепить франкоязычный блок в ЕС вместе с Францией, Бельгией и Люксембургом (членство в ЕС также может помочь обуздать сепаратистские настроения в Квебеке). Канада также может привести англоязычный блок в ЕС после выхода Великобритании из Европейского союза. Кроме того, это может уменьшить зависимость Канады от США в вопросах торговли и безопасности. Также имеется соответствие Копенгагенским критериям для членства в ЕС. Кроме того, ЕС является вторым по величине торговым партнёром Канады. В последнее время постоянные торговые споры между Китаем и странами Северной Америки, а также социальное воздействие пандемии COVID-19 открыли дебаты о возможности членства Канады в ЕС.
23 января 2025 года, после второй инаугурации Дональда Трампа, бывший министр иностранных дел Германии Зигмар Габриэль предложил принять Канаду в ЕС, подчеркнув необходимость поиска новых союзников для Европы в свете второго срока Дональда Трампа на посту. Вскоре после этого торговая война между США и Канадой усилила публичную дискуссию о необходимости вступления Канады в ЕС. В посте на платформе X бывший премьер-министр Бельгии Ги Верхофстадт выступил за принятие Канады в состав ЕС.

## Проблемные вопросы
Существует постоянная напряжённость из-за запрета ЕС на импорт продукции из тюленей, что считалось мотивирующим фактором в попытках Канады заблокировать усилия ЕС по вступлению в Арктический совет.

## Путешествия
По состоянию на 31 января 2025 года, владельцам канадских паспортов не требуется получать визу для посещения Шенгенской зоны Европейского союза в отношении пребывания до 90 дней в течение любого одного 180-дневного периода времени. Владельцам паспортов Европейского союза может быть разрешено посещение Канады сроком до 180 дней. Владельцам канадских паспортов потребуется (начиная с середины 2025 года) получить визу через Европейскую систему информации и авторизации путешествий (ETIAS); в то время как владельцам паспортов ЕС необходимо аналогичным образом получить действующее Электронное разрешение на поездку (eTA) для поездки в Канаду.

## Миграция
Согласно Индексу политики интеграции мигрантов, опубликованному в 2020 году, канадский рынок получил средний балл 80 % с диапазоном от 50 до 100 % по нескольким ключевым факторам, касающимся легкости для мигрантов. Самый низкий рейтинг области «полублагоприятности» Канады — политическое участие (50 %), а самая высокая степень благоприятности — борьба с дискриминацией (100 %). Индекс, спонсируемый ЕС, ранжировал каждое из государств ЕС по отдельности.